# Lornah Kiplagat
Lornah Kiplagat (* 1. Mai 1974 in Kabiemit, Elgeyo-Marakwet County) ist eine ehemalige niederländische Langstreckenläuferin kenianischer Herkunft und vierfache Weltmeisterin. Sie war insbesondere im Crosslauf und auf Strecken von 3000 Meter bis zum Marathon erfolgreich. Im Oktober 2007 lief sie mit 1:06:25 h Weltrekord über die Halbmarathonstrecke. Kiplagat ist dreifache Olympionikin (Athen 2004, Peking 2008 und London 2012). Sie hatte bei einer Größe von 1,65 m ein Wettkampfgewicht von 49 kg.

## Werdegang
Kiplagat lebte seit 1999 in den Niederlanden und startete für dieses Land, seit sie dessen Staatsbürgerschaft 2003 angenommen hatte. Ihr Trainer war ihr Ehemann, der Niederländer Pieter Langerhorst.
Zuvor wurde sie unter anderem vom deutschen Trainer Volker Wagner betreut.
Kiplagat hat sich nach ihrer aktiven Zeit als Athletin wieder im Hochland Westkenias in der sogenannten „Heimat der Champions“ Iten niedergelassen und betreibt dort ein Höhentrainings-Zentrum (High Altitude Training Centre). Sie gründete die Stiftung Lornah Kiplagat Sports Academy zur schulischen und sportlichen Förderung junger Mädchen. Kiplagat brachte ein eigenes Modelabel auf den Markt und engagiert sich in der AIDS-Aufklärung.

### Sportkarriere
Lornah Kiplagat machte erstmals auf sich aufmerksam, als sie 1997 und 1998 sowohl beim Los-Angeles-Marathon als auch bei den 25 km von Berlin siegte.

1999 gewann sie dann den Amsterdam-Marathon, 2000 wurde sie Zweite beim Chicago-Marathon und 2001 Vierte beim Boston-Marathon. 2002 siegte sie beim Osaka Women’s Marathon, und im Jahr darauf stellte sie dort als Vierte ihre persönliche Bestzeit von 2:22:22 h auf.
Im selben Jahr lief sie beim New-York-City-Marathon, nun für ihr neues Land startend, als Dritte niederländischen Rekord in 2:23:43 h.

#### Olympische Spiele 2004
Auch auf der Bahn war sie erfolgreich: Bei den Weltmeisterschaften 2003 in Paris/Saint-Denis wurde sie Vierte im 10.000-Meter-Lauf in ihrer persönlichen Bestzeit von 30:12,53 min und bei den Olympischen Spielen 2004 in Athen über dieselbe Distanz Fünfte.
2005 gewann sie den Rotterdam-Marathon, wurde Zweite bei den Halbmarathon-Weltmeisterschaften in Edmonton und Europameisterin im Crosslauf.
2006 wurde sie bei den Crosslauf-Weltmeisterschaften Zweite über die lange und Fünfte über die kurze Distanz. Im Herbst stellte sie bei den Straßenlauf-Weltmeisterschaften 2006 in Debrecen mit 1:03:21 h einen Weltrekord über 20 Kilometer auf. Eine Wadenverletzung verhinderte eine Teilnahme an den Weltmeisterschaften 2007 in Osaka.
Im März 2007 wurde sie in Kenia Crosslauf-Weltmeisterin. Bei den Straßenlauf-Weltmeisterschaften 2007 in Udine verteidigte sie ihren Titel in der neuen Halbmarathon-Weltrekordzeit von 1:06:25 h und verbesserte bei der 20-km-Marke ihren Weltrekord aus dem Vorjahr auf 1:02:57 h. Den Weltrekord im Halbmarathon hatte Kiplagat über drei Jahre inne, bis am 18. Februar 2011 die Kenianerin Mary Keitany ihre Zeit beim RAK-Halbmarathon in Ra’s al-Chaima um 35 Sekunden auf 1:05:50 h verbesserte.

#### Olympische Spiele 2008 und 2012
Kiplagat konnte sich 2008 zum zweiten Mal für die Olympischen Spiele qualifizieren und belegte in Rio de Janeiro über 10.000 Meter den siebten Rang. 2012 startete sie im Marathonlauf bei ihren dritten Olympischen Spielen in London. Sie lag auch bis km 18 in der Spitzengruppe, musste aber nach 28 Kilometern wegen Schmerzen im rechten Knie aufgeben.

## Persönliche Bestzeiten
- 3000 m, 8:52,82 min, Leiden (Niederlande), 10. Juni 2000
- 5000 m, 14:56,43 min, Stockholm (Schweden), 5. August 2003
- 10.000 m, 30:12,53 min, Stade de France, Saint Denis (Frankreich), 23. August 2003, Platz 15 der ewigen Weltbestenliste (Stand: 30. März 2020)
- Halbmarathon, 1:06:25 h, Udine (Italien), 14. Oktober 2007, Platz 35 der ewigen Weltbestenliste (Stand: 11. Juli 2020)
- Marathon, 2:22:22 h, Osaka (Japan), 26. Januar 2003

## Erfolge
| Datum/Jahr    | Rang | Wettbewerb                              | Austragungsort | Distanz      | Zeit     | Bemerkung                          |
| ------------- | ---- | --------------------------------------- | -------------- | ------------ | -------- | ---------------------------------- |
| 7. Dez. 2008  | 1    | Montferland Run                         | Montferland    | 15 km        | 48:49    |                                    |
| 12. Okt. 2008 | 1    | Halbmarathon-Weltmeisterschaften 2008   | Rio de Janeiro | Halbmarathon | 1:08:37  | als Straßenlauf                    |
| 15. Aug. 2008 | 7    | Olympische Spiele 2008                  | Rio de Janeiro | 10.000 m     | 30:40,27 |                                    |
| 14. Okt. 2007 | 1    | Straßenlauf-Weltmeisterschaften 2007    | Udine          | Halbmarathon | 1:06:25  | ehemaliger Weltrekord              |
| 24. März 2007 | 1    | Crosslauf-Weltmeisterschaften 2007      | Mombasa        | 8 km         | 26:23    |                                    |
| 10. Apr. 2005 | 1    | Rotterdam-Marathon                      | Rotterdam      | Marathon     | 2:27:36  |                                    |
| 27. Aug. 2004 | 5    | Olympische Spiele 2004                  | Athen          | 10.000 m     | 30:31,92 |                                    |
| 23. Aug. 2003 | 4    | Leichtathletik-Weltmeisterschaften 2003 | Paris          | 10.000 m     | 30:12,53 |                                    |
| 26. Jan. 2003 | 4    | Osaka Women’s Marathon                  | Osaka          | Marathon     | 2:22:22  |                                    |
| 27. Jan. 2002 | 1    | Osaka Women’s Marathon                  | Osaka          | Marathon     | 2:23:55  |                                    |
| 12. Mai 2001  | 1    | Grand Prix von Bern                     | Bern           | 10 Meilen    | 55:30,9  | zweiter Sieg in Bern (16,09344 km) |
| 8. Mai 1999   | 1    | Grand Prix von Bern                     | Bern           | 10 Meilen    | 53:29,2  |                                    |
| 20. Sep. 1997 | 1    | Greifenseelauf                          | Zürich         | Halbmarathon | 1:09:11  |                                    |